# Лихтенштейн, Антон Август Генрих
Антон Август Генрих Лихтенштейн (1753—1816) — немецкий зоолог, отец немецкого зоолога Мартина Генриха Лихтенштейна (1780—1857).
Изучал теологию, философию, естественную историю и востоковедение. Работал городским библиотекарем (1794) и профессором (теологии, затем греческого языка). Автор трудов Catalogus Rerum Naturalium Rarissimarum (1793) и Catalogus Musei zoologici ditissimi Hamburgi (1796). Внёс вклад в труд Natursystem der ungeflügelten Insekten (1797, соавтор Гербст, Иоганн Фридрих Вильгельм).